# Усть-Цилемське сільське поселення
Усть-Циле́мське сільське поселення (рос. Усть-Цилемское сельское поселение) — муніципальне утворення у складі Усть-Цилемського району Республіки Комі, Росія. Адміністративний центр — село Усть-Цильма.

## Населення
Населення — 4977 осіб (2017, 5376 у 2010, 5736 у 2002, 5981 у 1989).

## Склад
До складу поселення входять такі населені пункти:
| Населений пункт          | Населення, осіб (1989) | Населення, осіб (2002) | Населення, осіб (2010) |
| ------------------------ | ---------------------- | ---------------------- | ---------------------- |
| Бор, присілок            | 33                     | 36                     | 15                     |
| Висока Гора, присілок    | 1                      | 1                      | -                      |
| Сергієво-Щелья, присілок | 227                    | 207                    | 174                    |
| Синьогор'є, селище       | 522                    | 411                    | 310                    |
| Усть-Цильма, село        | 5198                   | 5081                   | 4877                   |